# Tiago Rodrigues (hockeista su pista)
Tiago Carvalho Rodrigues (Escariz, 17 agosto 1993) è un hockeista su pista portoghese.

## Palmarès

### Club

#### Titoli nazionali
- Supercoppa del Portogallo: 1

Porto: 2019
- Elite Cup: 1

Porto: 2019

#### Titoli internazionali
- Coppa Intercontinentale: 1

Porto: 2021